# X-60 (航空機)
ジェネレーション オービット X-60
- 分類：実験用航空機
- 製造者：ジェネレーション・オービット・ローンチ・サービス（英語版）
- 運用者： アメリカ合衆国（空軍研究所（AFRL））

ジェネレーションオービット X-60（英語: Generation Orbit X-60（GOLauncher 1またはGO1））は、ジェネレーション・オービット・ローンチ・サービスが製造した空中発射単段弾道ロケット。

## 設計と開発
GOLauncher 1の不活性試験（GO1-ITA）の最初の2つのセグメントは、2013年12月にマーサー大学の工学研究センター（MERC）で一連の構造地上試験を受けている。
2014年7月、GOは、GOLauncher 1の開発について、空軍研究所、航空宇宙システム局（AFRL / RQ）からフェーズI 中小企業技術革新研究プログラム（SBIR）契約を獲得した。150,000ドル相当の9か月の取り組みは、要件の定義、構成のトレードスタディ、および軌道設計に重点を置いていた。2018年10月、GO1機体にX-60Aという名称が割り当てられた。
X-60Aのアプリケーションには、微小重力、天体物理学、極超音速試験、およびアビオニクスの研究のための高高度へのアクセスが含まれている。2014年7月20日、GOはリアジェット35を使用して最初のキャプティブキャリーテストプラットフォームを飛行した
。